# Collatio legum Mosaicarum et Romanarum
«Collatio legum Mosaicarum et Romanarum» (сокр. «Collatio») — памятник римского права конца IV — первой половины V века (390—438) неизвестного автора, содержащий сопоставления римского права с законами Моисея и показывающий, что многие из постановлений первого содержатся уже во вторых.
Римская часть заключает в себе неизмененные и несокращённые извлечения из сочинений Папиниана, Гая, Павла Ульпиана и Модестина, некоторых конституций от Грегориана и Гермогениана, а также и конституции 390 года, по которой определяется и его время составления. Предметы, интересующие составителя, относятся по большей части к уголовному праву (убийство, воровство, непотребство и т. д.) и лишь очень немногие к гражданскому (наследование по закону и некоторые постановления о поклаже и ссудах).
Сочинение было известно в IX веке, от которого сохранились часть рукописи, но затем было утрачено и открыто вновь в XVI веке, когда в первый раз и было издано. Новое издание Bluhme (Bonn, 1833), к которому сделаны потом лишь незначительные поправки в «Zeitschrift für Geschichte Rechts wissenschaft».